# Eicochrysops pauliani
Eicochrysops pauliani is een vlinder uit de familie van de Lycaenidae. De wetenschappelijke naam van de soort is voor het eerst gepubliceerd in 1950 door Henri Stempffer.
De soort komt voor in de bossen van Madagaskar.